# Mecistocephalus pseustes
Mecistocephalus pseustes är en mångfotingart som först beskrevs av Chamberlin 1939.  Mecistocephalus pseustes ingår i släktet Mecistocephalus och familjen storhuvudjordkrypare. Inga underarter finns listade i Catalogue of Life.